# Barnes Common
Barnes Common est un pré communal au sud-est de Barnes (Royaume-Uni) adjoint au Putney Lower Common à l'est et limité au sud par la South Circular Road. Avec Barnes Green, il s'agit d'un des plus grands bien communal-espace vert de Londres avec 49,55 hectares de zones protégées. Il s'agit aussi d'une réserve naturelle locale. Il dispose d'un terrain de football et d'un sentier naturel.
Le pré abrité des plantes à fleurs, des fruticées et des herbes grasses. Le terrain appartient au doyen et au chapitre de la Cathédrale Saint-Paul de Londres, le gérant par le biais des commissaires d'église, et gérer par le borough londonien de Richmond upon Thames, avec les conseils et l'assistance des Amis de Barnes Common (Friends of Barnes Common),,.
La gare ferroviaire de Barnes se trouve sur le bord méridional du pré.

## Sources
- (en) Cet article est partiellement ou en totalité issu de l’article de Wikipédia en anglais intitulé « Barnes Common » (voir la liste des auteurs).